# Inwalida Śląski
Inwalida Śląski – tygodnik wydawany w Cieszynie w 1920 roku. Początkowo jego wydawcą był Polski Komitet Plebiscytowy, później Związek Inwalidów Śląska Cieszyńskiego.